# Wicekrólowie Portugalii
Lista wicekrólów Portugalii rządzących krajem w okresie panowania hiszpańskiego w latach 1580–1640.
- 1580–1582: Fernando Alvarez de Toledo, 3. książę Alba
- 1583–1593: arcyksiążę-kardynał Albrecht VII Habsburg
- 1593–1598: Rada Regencyjna w składzie
  - Miguel de Castro, patriarcha Lizbony
  - João da Silva, hrabia Portalegre
  - Francisco de Mascarenhas, 1. hrabia de Santa Cruz
  - Duarte de Castelo Branco, hrabia de Sabugal
  - Miguel de Moura
- 1598–1600: Francisco Goméz de Sandoval y Rojas, 1. książę Lerma
- 1600–1603: Cristóvão de Moura, 1. markiz Castelo Rodrigo
- 1603–1603: Afonso de Castlo Branco, biskup Coimbry
- 1603–1603: Cristóvão de Moura, 1. markiz Castelo Rodrigo
- 1603–1605: Afonso de Castlo Branco, biskup Coimbry
- 1605–1608: Pedro de Castilho, biskup Leiry
- 1608–1612: Cristóvão de Moura, 1. markiz Castelo Rodrigo
- 1612–1612: Pedro de Castilho, biskup Leiry
- 1612–1615: Aleixo de Menezes(inne języki), arcybiskup Bragi
- 1615–1619: Miguel de Castro, patriarcha Lizbony
- 1619–1621: Diogo da Silva e Mendonça, markiz de Alenquer
- 1621–1623: Rada Regencyjna w składzie
  - Martim Afonso Mexia, biskup Coimbry
  - Diogo de Castro, hrabia de Bastro
  - Nuno Álvares Pereira Colon y Portugal, książę Vergua
- 1623–1631: Rada Regencyjna w składzie
  - Diogo de Castro, hrabia de Bastro
  - Afonso Furtado de Mendonça, patriarcha Lizbony
  - Diogo da Silva, hrabia de Portalegre
- 1631–1632: Rada Regencyjna w składzie
  - António de Ataíde, hrabia de Castro Daire
  - Nuno de Mendonça, hrabia de Vale dos Reis
- 1632–1633: Nuno de Mendonça, hrabia de Vale dos Reis
- 1633–1633: João Manuel de Ataíde, patriarcha Lizbony
- 1633–1634: Diogo de Castro, hrabia de Bastro
- 1634–1640: Małgorzata Sabaudzka